# Monika Vehlmann
Monika Vehlmann (* 15. Dezember 1980 in Tallinn) ist eine estnische Fußballspielerin.
Vehlmann spielte unter anderen für FC Flora Tallinn und FC Levadia Tallinn. Für die Nationalmannschaft Estland bestritt sie bisher 19 Länderspiele.